# Nez Perce County
Nez Perce County ist ein County im Bundesstaat Idaho der Vereinigten Staaten. Der Verwaltungssitz (County Seat) ist Lewiston.

## Geographie
Das County liegt im Nordwesten von Idaho, grenzt im Westen sowohl an Oregon als auch an Washington und hat eine Fläche von 2.218 Quadratkilometern, wovon 19 Quadratkilometer Wasserfläche sind. Es grenzt im Uhrzeigersinn an folgende Countys: Latah County, Clearwater County, Lewis County und Idaho County.

## Geschichte
Nez Perce County wurde am 4. Februar 1864 als eines der vier Original-Countys gebildet. Benannt wurde es nach dem Indianerstamm der Nez Percé, in deren traditionellem Siedlungsgebiet es liegt. Die ersten Weißen, die dieses Gebiet betraten, waren 1805 Lewis und Clark. Die heutigen Countygrenzen wurden seit 1911 nicht mehr verändert.
30 Bauwerke und Stätten des Countys sind im National Register of Historic Places eingetragen.

## Demografische Daten
Nach der Volkszählung im Jahr 2000 lebten im Nez Perce County 37.410 Menschen in 15.286 Haushalten und 10.149 Familien. Die Bevölkerungsdichte betrug 17 Personen pro Quadratkilometer. Ethnisch betrachtet setzte sich die Bevölkerung zusammen aus 91,58 Prozent Weißen, 0,28 Prozent Afroamerikanern, 5,31 Prozent amerikanischen Ureinwohnern, 0,65 Prozent Asiaten, 0,07 Prozent Bewohnern aus dem pazifischen Inselraum und 0,50 Prozent aus anderen ethnischen Gruppen; 1,60 Prozent stammten von zwei oder mehr Ethnien ab. 1,93 Prozent der Bevölkerung waren spanischer oder lateinamerikanischer Abstammung.
Von den 15.286 Haushalten hatten 29,0 Prozent Kinder unter 18 Jahren, die bei ihnen lebten. 52,8 Prozent davon waren verheiratete, zusammenlebende Paare. 9,3 Prozent waren allein erziehende Mütter und 33,6 Prozent waren keine Familien. 26,7 Prozent waren Singlehaushalte und in 11,3 Prozent lebten Menschen mit 65 Jahren oder älter. Die Durchschnittshaushaltsgröße betrug 2,40 und die durchschnittliche Familiengröße war 2,90 Personen.
23,8 Prozent der Bevölkerung waren unter 18 Jahre alt, 10,0 Prozent zwischen 18 und 24 Jahre, 26,7 Prozent zwischen 25 und 44 Jahre, 23,0 Prozent zwischen 45 und 64 Jahre. 16,5 Prozent waren 65 Jahre oder älter. Das Durchschnittsalter betrug 38 Jahre. Auf 100 weibliche Personen kamen 96,7 männliche Personen. Auf 100 Frauen im Alter von 18 Jahren und darüber kamen 93,8 Männer.
Das jährliche Durchschnittseinkommen der Haushalte betrug 36.282 US-Dollar, das Durchschnittseinkommen der Familien 44.212 USD. Männer hatten ein Durchschnittseinkommen von 34.688 USD, Frauen 23.014 USD. Das Prokopfeinkommen betrug 18.544 USD. 8,6 Prozent der Familien und 12,2 Prozent der Einwohner lebten unterhalb der Armutsgrenze.

## Fenn Ranger Station

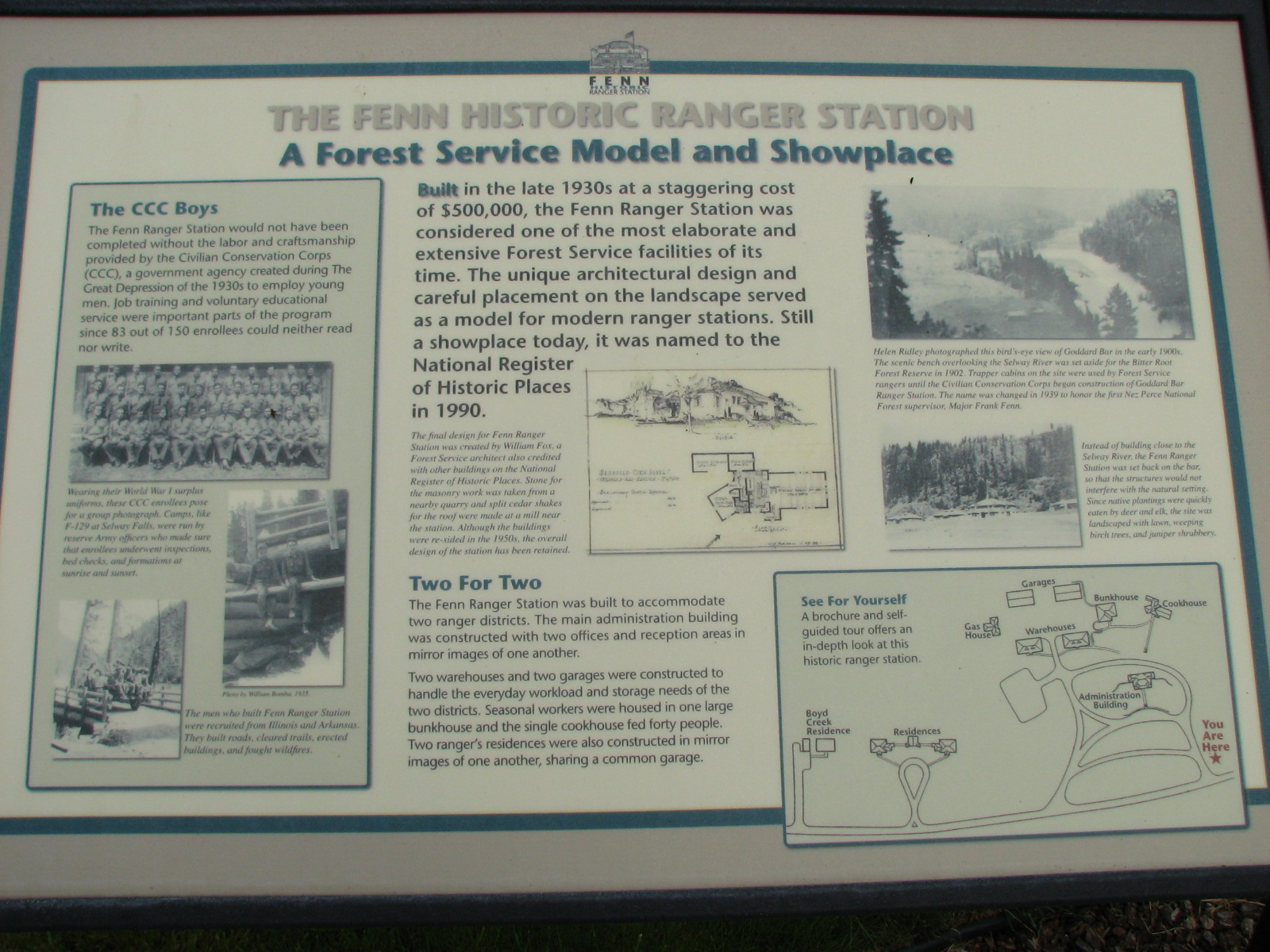
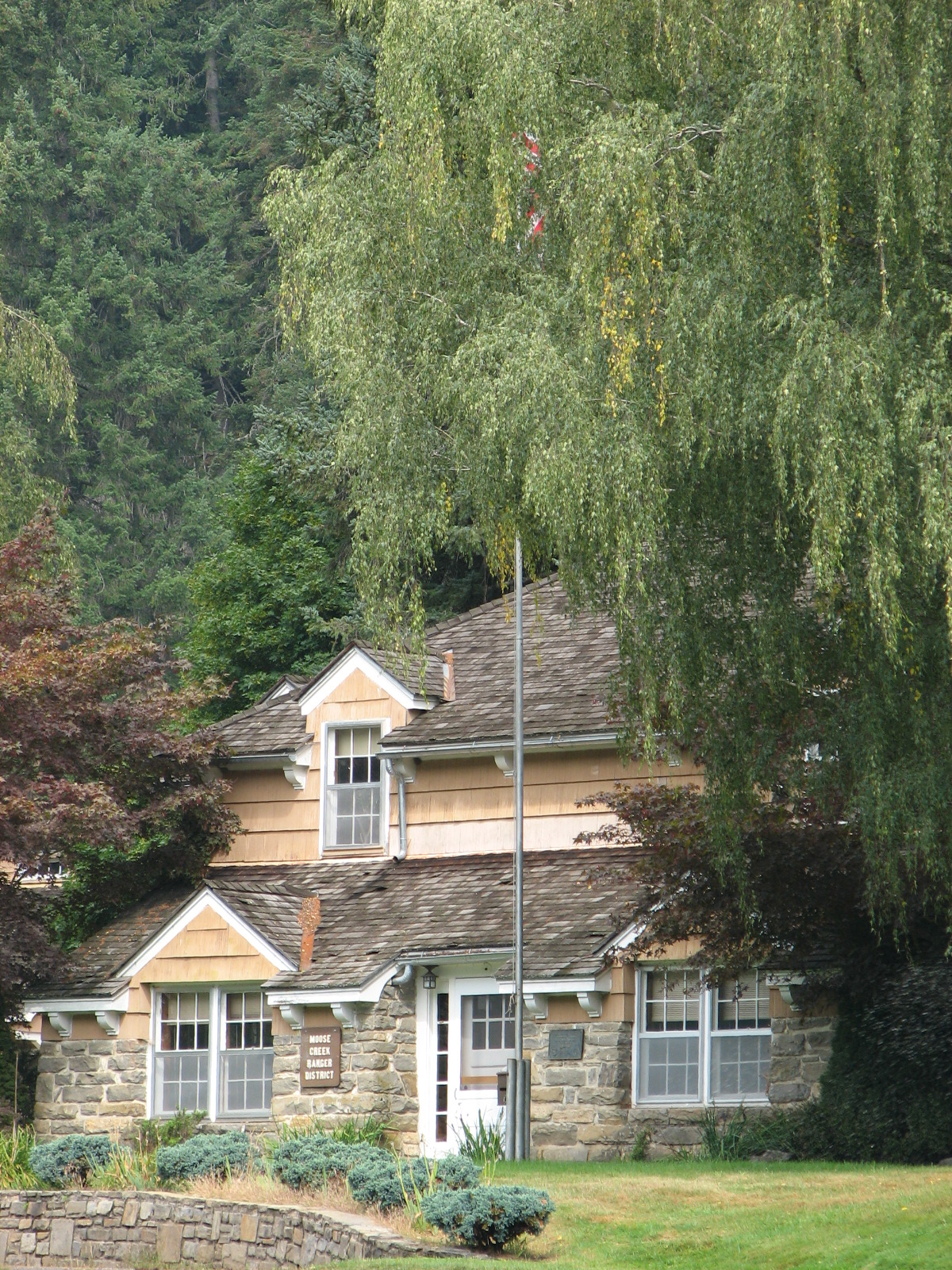
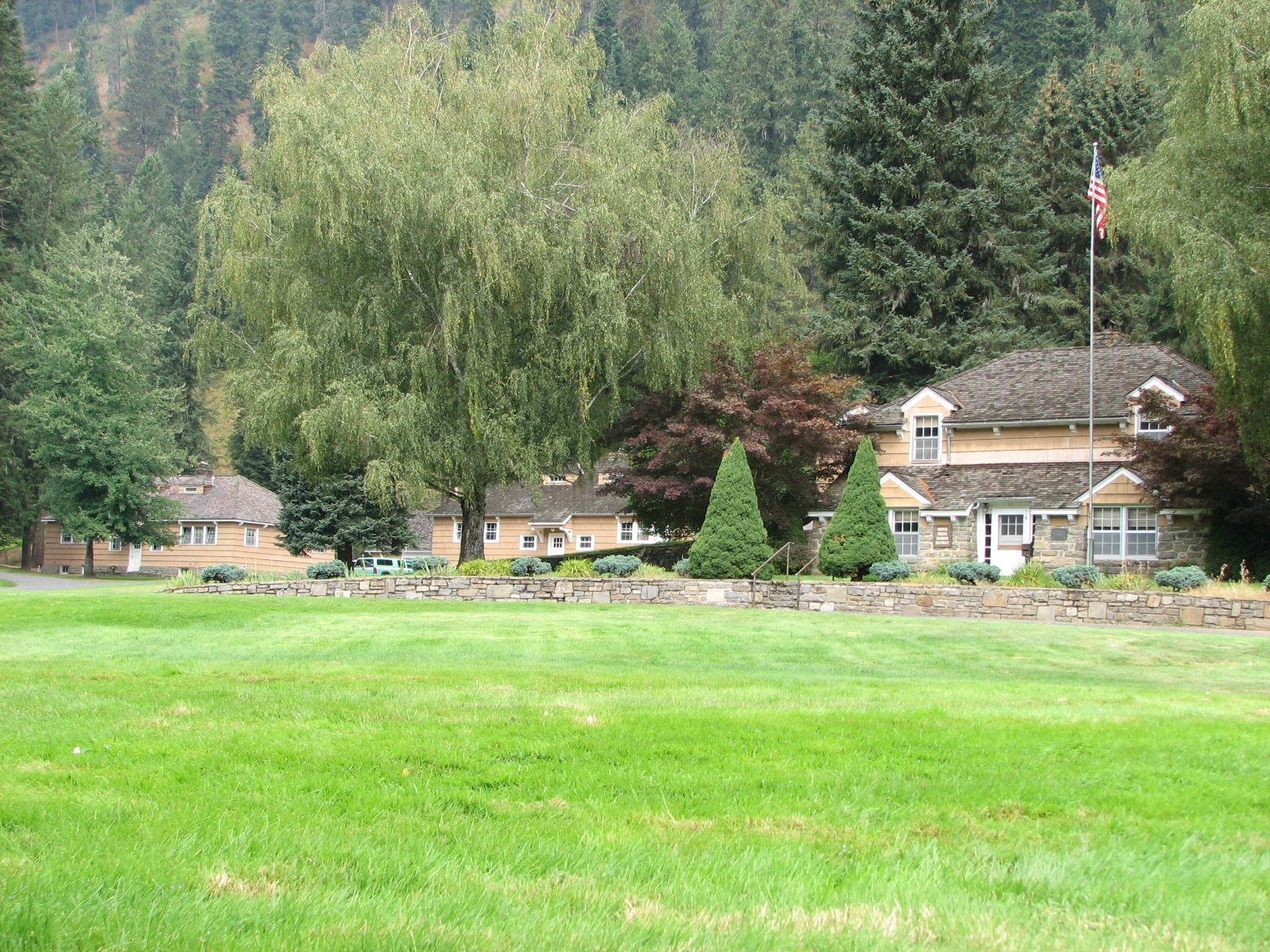
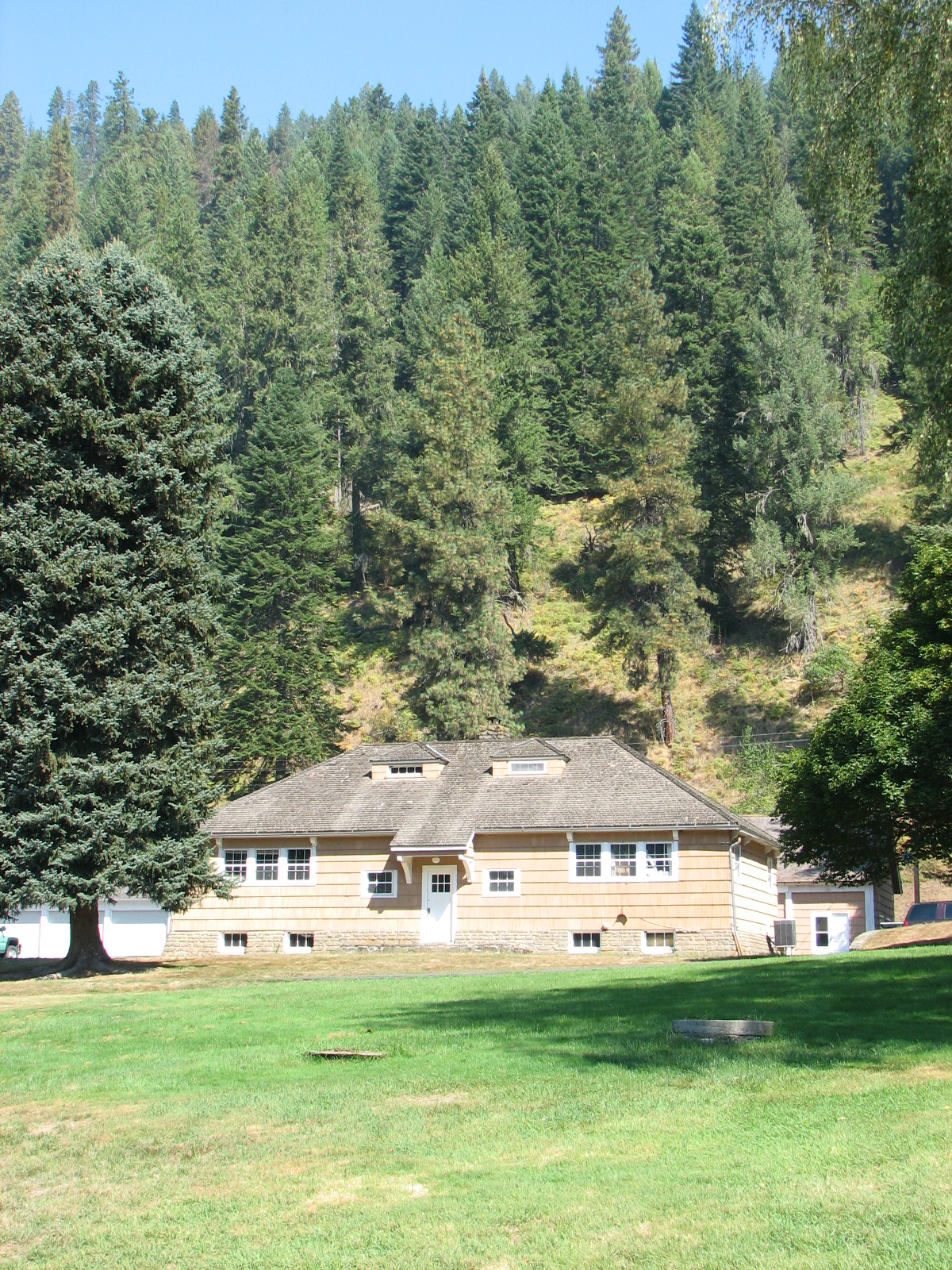

## Orte im County
- Agatha
- Arrow
- Big George
- Bundy
- Cameron
- Cherrylane
- Chesley
- Culdesac
- Forebay
- German Settlement
- Gifford
- Hatwai
- Jacques
- Lapwai
- Leland
- Lenore
- Leon
- Lewiston
- Lewiston Orchards
- Melrose
- Myrtle
- North Lapwai
- North Lewiston
- Peck
- Southwick
- Spalding
- Sweetwater
- Transfer
- Valley View Heights
- Waha
- Webb
- Willola
- Zaza